# Ciriaco Sforza
Ciriaco Sforza (Wohlen, Aargau kanton, 1970. március 2. –) svájci válogatott labdarúgó, edző.
A svájci válogatott tagjaként részt vett az 1994-es világbajnokságon és az 1996-os Európa-bajnokságon.

## Pályafutás

### Klubcsapatokban
1989-ben az Aarau csapatában kezdte a pályafutását, ahol mindössze egy szezont töltött. 1990-ben a Grasshoppers igazolta le, melynek színeiben 1991-ben svájci bajnoki címet szerzett. 1993 és 1995 között a Kaiserslautern csapatában szerepelt.  Az 1995–96-os idényben a Bayern München játékosa volt. Az 1996–97-es szezonban Olaszországban az Internazionale együttesében játszott, mellyel bejutott az UEFA-kupa 1997-es döntőjébe, amit büntetőkkel elveszítettek a Schalkéval szemben. 1997-ben visszatért a Kaiserslauternhez. 1998-ban csapatával megnyerte a német bajnokságot. 2000 és 2002 között a Bayern Münchent erősítette, melynek színeiben 2001-ben bajnoki címet szerzett és megnyerte a bajnokok ligáját. 2002-ben ismét a Kaiserslautern szerződtette és ott játszott a 2006-os visszavonulásáig.

## A válogatottban
1991 és 2001 között 79 alkalommal szerepelt a svájci válogatottban és 7 gólt szerzett.

## Sikerei, díjai

### Játékosként
Grasshoppers
- Svájci bajnok (1): 1990–91

Internazionale
- UEFA-kupa döntős (1): 1996–97

1. FC Kaiserslautern
- Német bajnok (1): 1997–98

Bayern München
- Német bajnok (1): 2000–01
- Német ligakupa (1): 1999–2000
- UEFA-bajnokok ligája (1): 2000–01
- UEFA-kupa (1): 1995–96
- Interkontinentális kupa (1): 2001